# Główny Szlak Karpacki
     odcinka zachodniobeskidzkiego
     odcinka wschodniobeskidzkiego
     zmiany z roku 1939

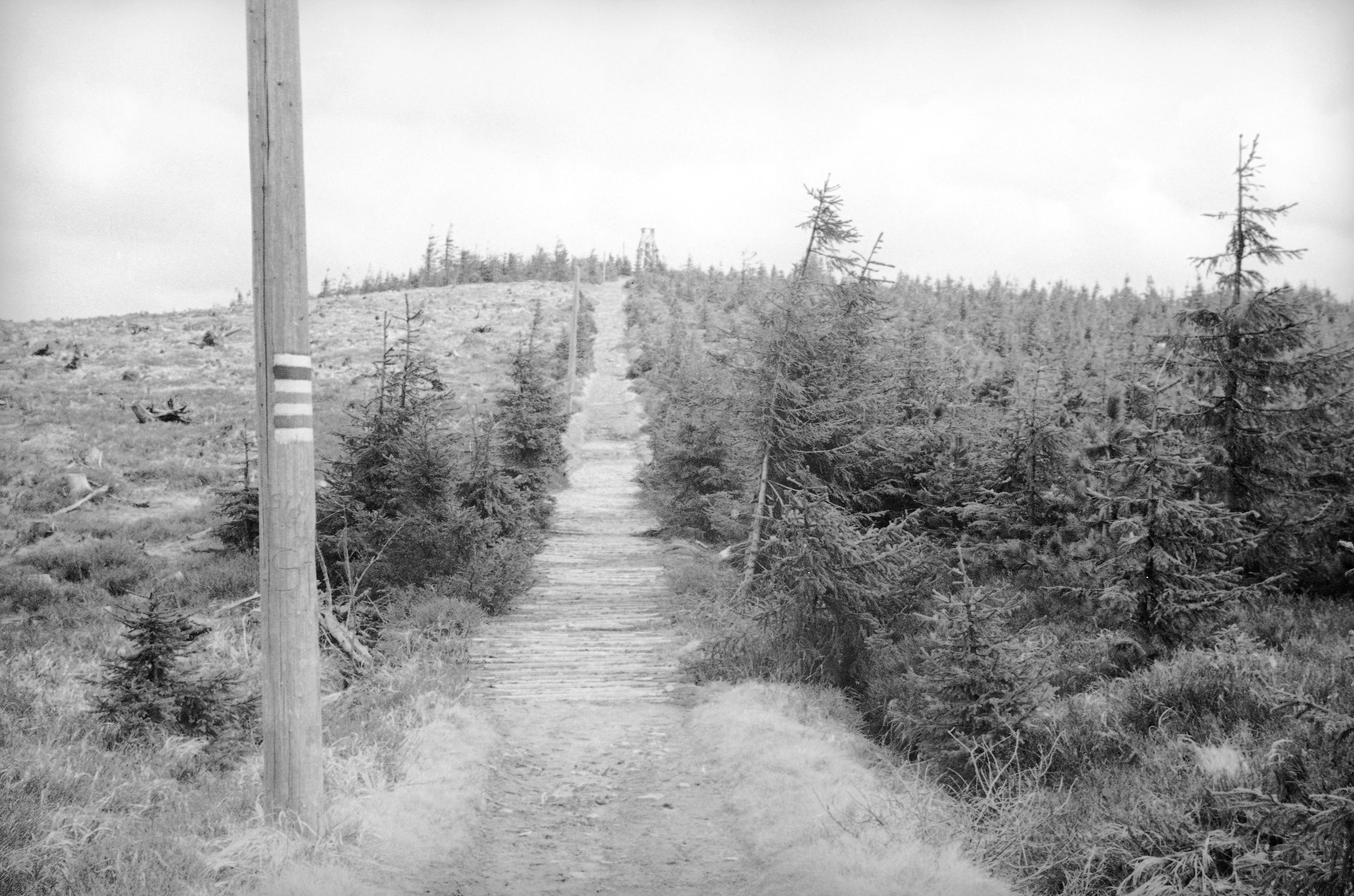
Fragment Głównego Szlaku Karpackiego poniżej wierzchołka Baraniej Góry w Beskidzie Śląskim (1935)

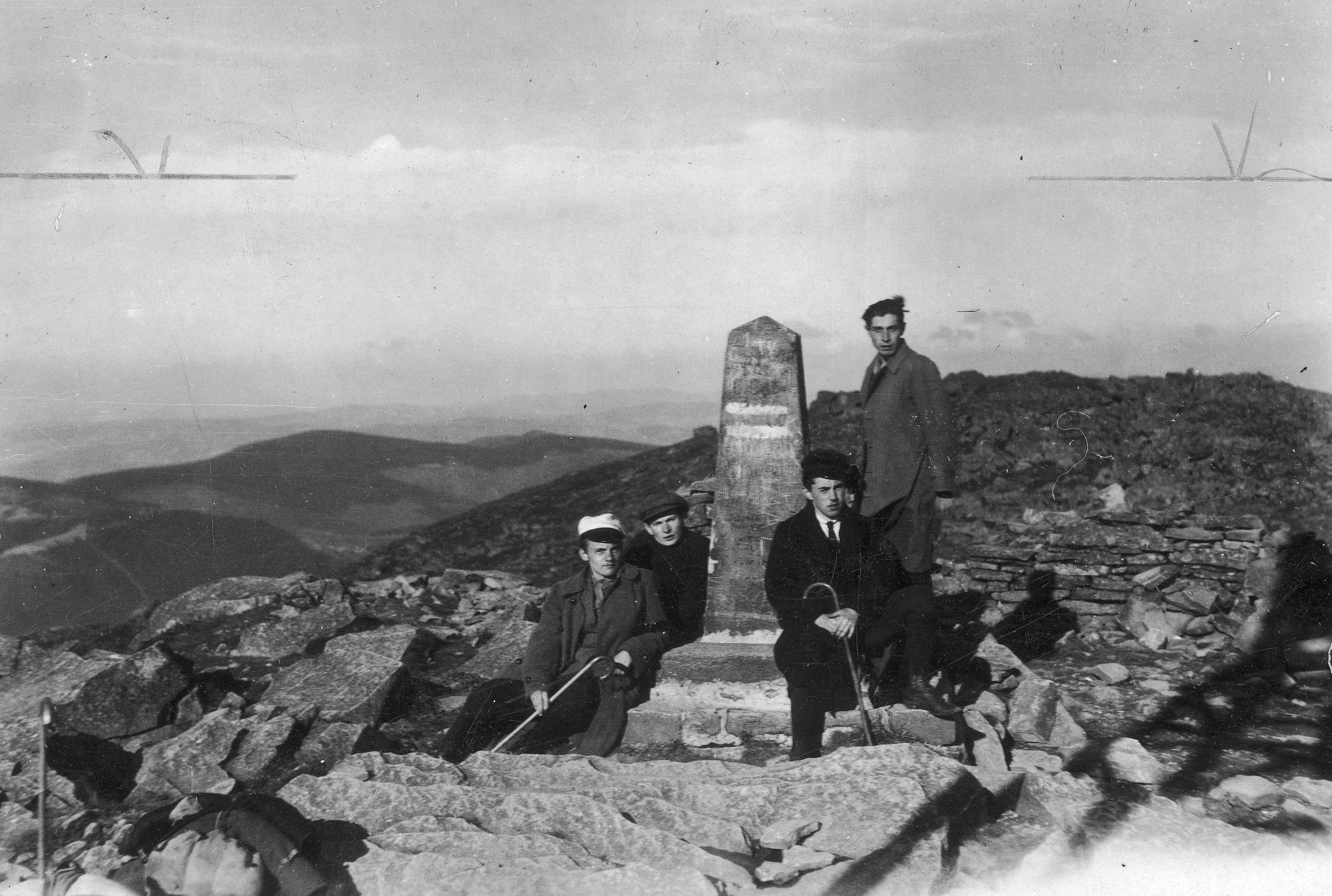
Turyści na szczycie Babiej Góry w Beskidzie Żywieckim (1925)

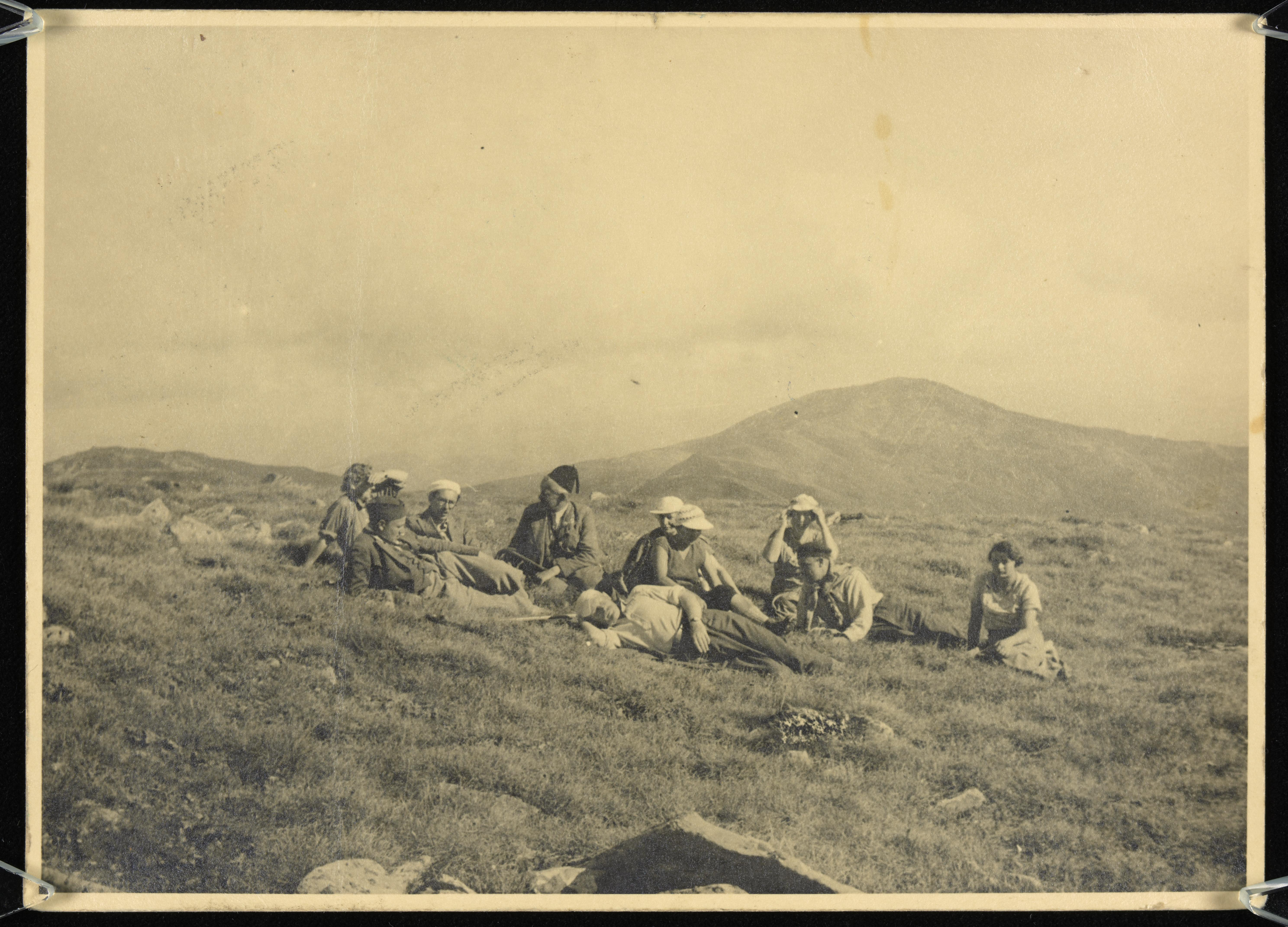
Mieczysław Orłowicz z wycieczką na Menczule w Czarnohorze (1935)

Główny Szlak Karpacki PTT im. Marszałka Józefa Piłsudskiego – liczący około 830 km pieszy szlak turystyczny łączący w okresie międzywojennym Beskid Śląski z Górami Czywczyńskimi. Znakowana na czerwono ścieżka stanowiła najdłuższy ciągły szlak nie tylko ówczesnej Polski, ale także Europy i przebiegała wzdłuż całego odcinka polskich Karpat.
Pozostałością jego zachodniego fragmentu – częściowo pokrywającą się z trasą pierwowzoru – jest obecnie Główny Szlak Beskidzki kończący się po stronie wschodniej w Wołosatem w pobliżu granicy polsko-ukraińskiej. Przebieg Głównego Szlaku Karpackiego na granicznym odcinku biegnącym przez Beskid Niski i Bieszczady Zachodnie powtarzają współcześnie szlak Rzeszów – Grybów (zwany „Karpackim”) i słowacka Magistrala Wschodniokarpacka. W części wschodniej fragmenty dawnego szlaku głównego pokrywają się z ukraińskimi szlakami Wschodniokarpackim i Zakarpackim.

## Historia

### Główny szlak zachodniobeskidzki
Po raz pierwszy idea połączenia szlaków szczytowych poszczególnych pasm zachodniobeskidzkich w jeden szlak główny została zaprezentowana latem 1923 roku w artykule Kazimierza Sosnowskiego opublikowanym na łamach Przeglądu Sportowego. Pomysł ten został wkrótce przedstawiony Polskiemu Towarzystwu Tatrzańskiemu (PTT), które dzięki decyzjom Komisji do spraw Robót w Górach oraz Zarządu Głównego przystąpiło do jego realizacji. Myślą przewodnią była popularyzacja polskiej turystyki pieszej – poprzez stworzenie szlaku głównego (uzupełnianego szlakami bocznymi i łącznikowymi) i sieci schronisk oddalonych od siebie o około jeden dzień wędrówki. Jednocześnie zamierzano ograniczyć wpływy prężnie działającej w Beskidach Śląskim i Wysokim (Żywieckim) niemieckiej organizacji Beskidenverein (BV).
Zgodnie z oryginalnym pomysłem Sosnowskiego główny szlak zachodniobeskidzki liczył ok. 200 km i ciągnął się od Ustronia w Beskidzie Śląskim na zachodzie po Krynicę w Beskidzie Sądeckim na wschodzie. Wytyczanie i znakowanie szlaku powierzono poszczególnym oddziałom PTT, przez co działanie to odbywało się w nierównym tempie i na zasadzie wypełniania kolejnych luk w przebiegu trasy. Wielokrotnie dochodziło do niewielkich korekt szlaku, także na skutek zniszczenia ścieżki bądź znaków, niekiedy też w wyniku celowego ich usuwania (zob. wojna na pędzle).
Zainicjowane w 1924 roku prace szybko posuwały się naprzód, choć początkowo na trasie planowanego szlaku niemalże nie występowały biało-czerwono-białe oznaczenia (wcześniej szlaki znakowano głównie jednym lub dwoma kolorowymi paskami). Wyjątkami były odcinki od Czantorii po Stożek (w Beskidzie Śląskim), z Żabnicy przez Pilsko na przełęcz Glinne (w Beskidzie Żywieckim) oraz z Przehyby do Rytra (w Beskidzie Sądeckim). W ramach skoordynowanych działań PTT jako pierwsze znakowano odcinki w rejonie Beskidów Sądeckiego oraz Żywieckiego.
Po wykończeniu co do zasady odcinka z Rabki do Krynicy, co nastąpiło w 1927 roku, w „Wierchach” (roczniku PTT) informowano już o wytyczeniu całego głównego szlaku zachodniobeskidzkiego. Komunikat ten należy jednak postrzegać jako przedwczesny, gdyż w roku 1928 dokonywano jeszcze istotnych uzupełnień przebiegu szlaku – między Stożkiem a Baranią Górą w Beskidzie Śląskim oraz pomiędzy Halą Długą a Lubaniem w Gorcach. Pomimo ukończenia tych prac wciąż do wytyczenia w górach pozostawało ok. 10–12 km, którą to lukę uzupełniono w okolicy Czantorii w kolejnym roku. Nawet wówczas szlak pośrodku miał jednak ponad 20-kilometrową przerwę, jako że odcinek zachodni, po wyjściu z Pasma Babiogórskiego kończył się we wsi Osielec, wschodni zaś rozpoczynał się dopiero w Rabce. Ich połączenie nie było początkowo planowane, a sam Sosnowski zalecał pokonać ten dystans koleją. W 1929 roku Oddział PTT w Rabce wytyczył szlak łącznikowy pomiędzy Rabką a grzbietem Policy powyżej wsi Bystra. Podsumowując prace w 1930 roku, PTT w „Wierchach” wskazywało, że stworzenie szlaku „można […] w ogólnych zarysach uważać za ukończone”. Formalne scalenie dwóch dłuższych fragmentów nastąpiło w roku 1930, kiedy szlak główny przełożono na trasę nowo wytyczonego łącznika, z pominięciem Osielca.
Zgodnie ze wskazaniami Sosnowskiego zawartymi w Przewodniku po Beskidach Zachodnich z 1926 roku pokonanie trasy z Ustronia do Krynicy powinno było zająć 9–12 dni. Autor ujmował jednak w tej liczbie m.in. czas na zwiedzanie rejonu Babiej Góry czy pokonanie wariantowego szlaku pienińskiego oraz omijał niektóre fragmenty szlaku głównego.

### Główny szlak wschodniobeskidzki
Pomysł wyznaczenia podobnego szlaku w Beskidach Wschodnich pochodził od propagatora turystyki na tym terenie Mieczysława Orłowicza i sięgał co najmniej połowy 1925 roku. Bliższy plan został opracowany, gdy wytyczanie szlaku w części zachodniej było już na ukończeniu. Przedstawiony międzyoddziałowej Komisji Wschodniokarpackiej PTT w 1926 lub 1927 roku, szybko zyskał jej akceptację. W 1928 roku został zaaprobowany przez Zjazd Delegatów Towarzystwa. W kolejnych latach trwały jeszcze ustalenia co do szczegółowego przebiegu ścieżki. W maju 1930 roku Komisja Wschodniobeskidzka PTT dokonała podziału przypadającego jej terenu pomiędzy poszczególne jednostki Towarzystwa, przyjęła także dokładną trasę szlaku na wschód od Sianek wraz z przypisaniem zadania wytyczenia jego odcinków odpowiednim oddziałom i kołom.
Trasowanie szlaku i malowanie oznaczeń rozpoczęło się w 1931 roku i trwało do roku 1934. Henryk Gąsiorowski w swoim Przewodniku po Beskidach Wschodnich z 1933 roku podawał, że przejście odcinka Sianki – Stóg miało zająć 17–18 dni, choć przedstawiany przez niego plan wędrówki z jednej strony obejmował np. trzy dni odpoczynku, z drugiej zaś zbaczał miejscami ze szlaku głównego, pomijając jego fragmenty.
Podobnie jak w części zachodniej, także tu prace nad szlakiem głównym wykraczały poza wymiar czysto turystyczny – aktywna działalność Polskiego Towarzystwa Tatrzańskiego służyła też poniekąd celom ideologicznym, choćby nie były one wprost wyrażone przez jednostki PTT. Dzięki organizacji polskiego ruchu turystycznego w Beskidach Wschodnich starano się trwale złączyć te tereny z Rzecząpospolitą, przeciwstawiając się przy tym miejscowym ruchom ukraińskim.

### Dalsze prace
Historycznie najmniejsze zainteresowanie środowisk turystycznych wzbudzał teren Beskidów Środkowych – Beskidu Niskiego i Bieszczadów Zachodnich. Pasma te postrzegano jako najmniej ciekawe, wobec czego były one słabo zagospodarowane pod względem turystycznym. Decyzję o przedłużeniu głównego szlaku na wschód od Krynicy podjęto dopiero po ukończeniu zasadniczych działań na zachodzie, w maju 1932 roku.
Prace nad odcinkiem środkowym rozpoczęto jeszcze w tym samym roku bądź na początku kolejnego (niedługi fragment Krynica – Wysowa), jednak z uwagi na słabość organizacyjną nowo zawiązanych oddziałów PTT w Jaśle, Krośnie i Sanoku dalsze prace nie posuwały się do przodu zbyt szybko. Dopiero powierzenie zadania oddziałom z Gorlic i Lwowa pozwoliło na połączenie dwóch głównych odcinków szlaku. Dodatkowym utrudnieniem okazała się też katastrofalna powódź z lipca 1934 roku.
W 1933 roku Oddział Gorlicki PTT doprowadził szlak z Wysowej w okolice Dukli. Dalej na wschód wytyczenie szlaku głównego w Beskidach Środkowych nastąpiło raczej jako próba wyznaczenia tranzytowego, najkrótszego połączenia pomiędzy Beskidem Sądeckim a Bieszczadami Wschodnimi. Zdecydowano się na poprowadzenie szlaku niemal w całości utrzymywanym przez państwo pasem drogi granicznej.
Po śmierci Józefa Piłsudskiego PTT 23 czerwca 1935 roku podjęło uchwałę, w której szlakowi łączącemu najdalej na wschód i zachód wysunięte pasma górskie w kraju nadano imię zmarłego Naczelnika (w uchwale wskazuje się nazwę „Główny szlak karpacki P. T. T. im. Marszałka Józefa Piłsudskiego“). W ten sposób dokonano symbolicznego scalenia polskich gór i podkreślono władztwo państwa polskiego nad tym odcinkiem Karpat. Jednocześnie w dacie tej szlak nie był jeszcze ukończony, w szczególności niewykończony był fragment mający wieść przez Beskid Niski na wschód od Przełęczy Dukielskiej (odcinek od Przełęczy Dukielskiej do Przełęczy Łupkowskiej wyznaczono we wrześniu 1935 roku, zaś całość 75-kilometrowego odcinka na szczyt Halicza Oddział Lwowski PTT wyznakował przed 31 marca 1936 roku, najprawdopodobniej przed końcem 1935 roku).
Po zmianach granicznych z 1945 roku, kiedy utracono na rzecz Związku Radzieckiego cały odcinek wschodniokarpacki, oraz wskutek zniszczenia szlaku w czasie II wojny światowej, jego trasę na obszarze Beskidu Niskiego i Bieszczadów Zachodnich musiano wytyczać od nowa. Szlak, nazwany później oficjalnie Głównym Szlakiem Beskidzkim, wyznakowano ponownie w latach 1952–1953. Niemniej jego przebieg różnił się od tego z lat 30., gdyż na wyludnionym terenie Beskidu Niskiego oraz Bieszczadów (przesiedlenia ludności ukraińskiej i rusińskiej, Akcja „Wisła”) jego trasę – ze względów politycznych – odsunięto od linii granicznej.

## Przebieg

### Odcinek zachodni
| Beskid Morawsko-Śląski i Śląski            | Beskid Żywiecki                | Gorce           | Beskid Sądecki         |
| ------------------------------------------ | ------------------------------ | --------------- | ---------------------- |
| Ligotka · KameralnaUstrońWęgierska · Górka | Węgierska · GórkaJordanówRabka | RabkaKrościenko | KrościenkoRytroKrynica |

Po ukończeniu prac znakarskich szlak główny rozpoczynał się w Beskidzie Śląskim na stacji kolejowej Ustroń Polana, skąd piął się na Czantorię. Dalej grzbietem granicznym biegł w kierunku południowym ku Stożkowi (ze schroniskiem PTT) i dalej Kyrkawicy. Na tym ostatnim szczycie zmieniał kierunek na wschodni. Biegł dalej przez Kiczory w stronę Baraniej Góry, mijając po drodze schronisko na Przysłopie. Następnie schodził w dolinę Soły, do której docierał w Węgierskiej Górce.
Po przekroczeniu rzeki rozpoczynał swój bieg w Beskidzie Żywieckim. Prowadził przez halę Rysiankę na Magurkę, gdzie osiągał granicę państwową. Kolejno wspinał się na Pilsko (Góra Pięciu Kopców; schronisko PTT), pozostawiając wierzchołek po stronie czechosłowackiej, a dalej opadał do przełęczy Glinne z wariantowym odejściem w kierunku schroniska w Korbielowie. Następnie wiódł cały czas pasem granicznym przez Beskid Korbielowski i Jaworzynę. Z przełęczy Głuchaczki szlak schodził do doliny Półgórzanki i idąc przez terytorium Czechosłowacji wyprowadzał na Przełęcz Jałowiecką, omijając w ten sposób Mędralową. Stamtąd wiódł do schroniska PTT na Markowych Szczawinach, a dalej na przełęcz Brona i główny wierzchołek Babiej Góry – najwyższego szczytu Beskidów Zachodnich. Z niej przez ramię Policy (schronisko PTT) szlak obniżał się o około 1200 metrów do Kotliny Rabczańskiej (miejscowości Bystra, Jordanów, Rabka).
W Rabce szlak ponownie wkraczał w góry – Gorce. Wspinał się na najwyższy w paśmie Turbacz drogą przez Stare Wierchy (schroniska PTT: na Starych Wierchach i na Turbaczu). Prowadził południowo-zachodnim pasmem Lubania – przez Kiczorę, Runek, Lubań i Średni Groń – schodząc następnie do Krościenka.
Po wejściu w Beskid Sądecki szlak prowadził na Przehybę (schronisko PTT) i najwyższy szczyt pasma, Radziejową. Przecinał w Rytrze dolinę Popradu i ponownie wznosił się o ponad 750 m, by minąwszy Halę Pisaną, Wierch nad Kamieniem i Halę Łabowską, wspiąć się na Runek i Jaworzynę Krynicką (schronisko PTT). Stamtąd sprowadzał do Krynicy (Krynica-Wieś).

### Odcinek środkowy
| Beskid Niski  | Bieszczady Zachodnie |
| ------------- | -------------------- |
| KrynicaWysowa | Sianki               |

W Krynicy szlak główny wkraczał w Beskid Niski. Rozpoczynał się tam również odcinek łącznikowy pomiędzy dwoma głównymi: zachodnio- i wschodniobeskidzkim. Z uzdrowiska szlak wiódł w kierunku granicy państwowej, gdzie wznosił się na najwyższą w polskiej części tego pasma Lackową, po czym we wsi Wysowa odbijał na północny wschód. Docierał do grzbietu Magury Wątkowskiej, omijając jej najwyższe wzniesienie, po czym przebiegał przez szczyt Polana i wieś Hyrowa. Następnie na południe od Dukli docierał do drogi prowadzącej przez wsie Tylawa i Barwinek na Przełęcz Dukielską. Z niej szlak ponownie biegł granicą polsko-czechosłowacką – z niewielkim odstępstwem w okolicy wsi Czeremcha. Dalej prowadził przez Kamień nad Jaśliskami (mijając wierzchołek od południa), Pasikę, Danawę, Średni Garb, Przełęcz Radoszycką aż po Przełęcz Łupkowską.
Minąwszy przełęcz, szlak rozpoczynał swój bieg przez Bieszczady Zachodnie. Prowadził kolejno przez Wysoki Groń, Rydoszową, schodził w okolice Solinki, a następnie biegł przez Czerenin, Stryb i Rypi Wierch, z którego opadał na Przełęcz nad Roztokami. Dalej szlak wciąż prowadził granicznym pasmem wododziałowym – przez Okrąglik, Płaszę, Dziurkowiec, Riabą Skałę, Czoło, Hrubki, Krzemieniec aż po Wielką Rawkę. Tam odbijał na północny zachód, opuszczając granicę polsko-czechosłowacką. Przebiegał przez grzbiet Dział z kulminacją Małej Rawki, skąd po minięciu wsi Wetlina wspinał się na Hnatowe Berdo i Roh w paśmie Połoniny Wetlińskiej. Następnie schodził do Berehów Górnych i ponownie wznosił się na Połoninę Caryńską z kulminacją Kruhłego Wierchu. Przez Ustrzyki Górne prowadził na najwyższy szczyt Bieszczadów Zachodnich Tarnicę, a dalej Halicz i Rozsypaniec, na którym wracał na granicę państwową. Następnie przez Kińczyk Bukowski, Stińską, Rozsypaniec Stiński, Opołonek i Piniaszkowy docierał na Przełęcz Użocką w okolicy Sianek.

### Odcinek wschodni
| Bieszczady Wschodnie | Gorgany           | Czarnohora i Beskidy Huculskie |
| -------------------- | ----------------- | ------------------------------ |
| SiankiSławsko        | RafajłowaWorochta | WorochtaBurkutŻabie            |

W Siankach, w pobliżu stacji kolejowej rozpoczynał się odcinek szlaku nazywany pierwotnie „wschodniobeskidzkim” – prowadził przez Beskid Wielki do wsi Hnyła, a dalej na Starostynę, Chresty, przełęcz Ruski Put, Wielki Wierch, Ostry Wierch, Zełemeny aż po najwyższy szczyt Bieszczadów Wschodnich – Pikuj. Z niego szlak prowadził pasmem granicznym – początkowo w kierunku północno-wschodnim i wschodnim (przez Wielki Menczył), po czym skręcał na południe i południowy wschód, mijając Przełęcz Tucholską. W okolicy wsi Wyżłów ponownie skręcał na wschód i biegł przez Beskid Wierch aż po Jawornik Wielki. Tam opuszczał granicę państwową, odbijając na północ i dalej na północny wschód w kierunku wsi Ławoczne. Następnie wspinał się na Trościan ze schroniskiem PTT, z którego przez Przysłup sprowadzał do Sławska. Kolejno czerwono znakowany szlak poprowadzono na Wysoki Wierch i Czarną Repę, a dalej wzdłuż granicy państwowej na Przełęcz Toruńską oddzielającą Bieszczady od Gorganów.
Z Przełęczy Toruńskiej (zwanej wówczas Wyszkowską) przez Załom szlak prowadził na Gorgan Wyszkowski i Jaworową Kiczerę, a stamtąd do doliny rzeki Świcy (schronisko PTT). Dalej wiódł pod Jajko Ilemskie, przez Sywanię Lolińską, na Mołodę i omijając szczyt Jajka Perehińskiego, schodził do doliny potoku Mołoda (schronisko PTT). Stamtąd główny szlak wschodniobeskidzki wiódł zboczem Konia Grofeckiego na Grofę i dalej przez Płyśce, Parenkie i Małą Popadię na Wielką Popadię. Z niej znakowany szlak doliną potoku Petros prowadził do schroniska PTT w Jali. Wiódł przez Wysoką i Ihrowiec na najwyższy szczyt pasma – Wielką Sywulę. Następnie przez Ruszczynę (schronisko PTT) schodził w doliny, trawersując Negrowę i Bojaryn, po czym wzdłuż potoków Sałatruczel i Sałatruk prowadził do Rafajłowej. Minąwszy wieś, biało-czerwono-biały szlak wiódł doliną potoku Doużyniec przez Pikun na Doboszankę i do pobliskiego schroniska PTT. Dalej biegł na Babiny Pohar, przez Mały Gorgan (Gorgan Syniak), Syniak i Chomiak w dolinę Prutca Jabłonickiego. Kolejno szlak prowadził drogą do Jabłonicy, gdzie wkraczał w pasmo Czarnohory.
Stamtąd też przez garb Mikulinki szlak wiódł do Worochty, a dalej przez Kiczerę na Kukul. Następnie przez Foreszczenkę prowadził do schroniska PTT na Zaroślaku. Spod schroniska szlak wspinał się z powrotem na główne pasmo wododziałowe – na Howerlę (najwyższy szczyt polskich Karpat Wschodnich i całego szlaku) – skąd prowadził dalej przez Breskuł, Pożyżewską, Dancerz, Turkuł, Rebra, Munczel, Dzembronię aż po ostatni w paśmie szczyt Pop Iwana. Zgodnie z przyjętymi w 1930 roku planami szlak podążać miał następnie śladem granicy państwowej przez Waskul i Wychid na Stoh (Stóg), gdzie na trójstyku granic polskiej, czechosłowackiej i rumuńskiej przewidziano koniec szlaku z Sianek.

### Punkty skrajne

#### Ustroń

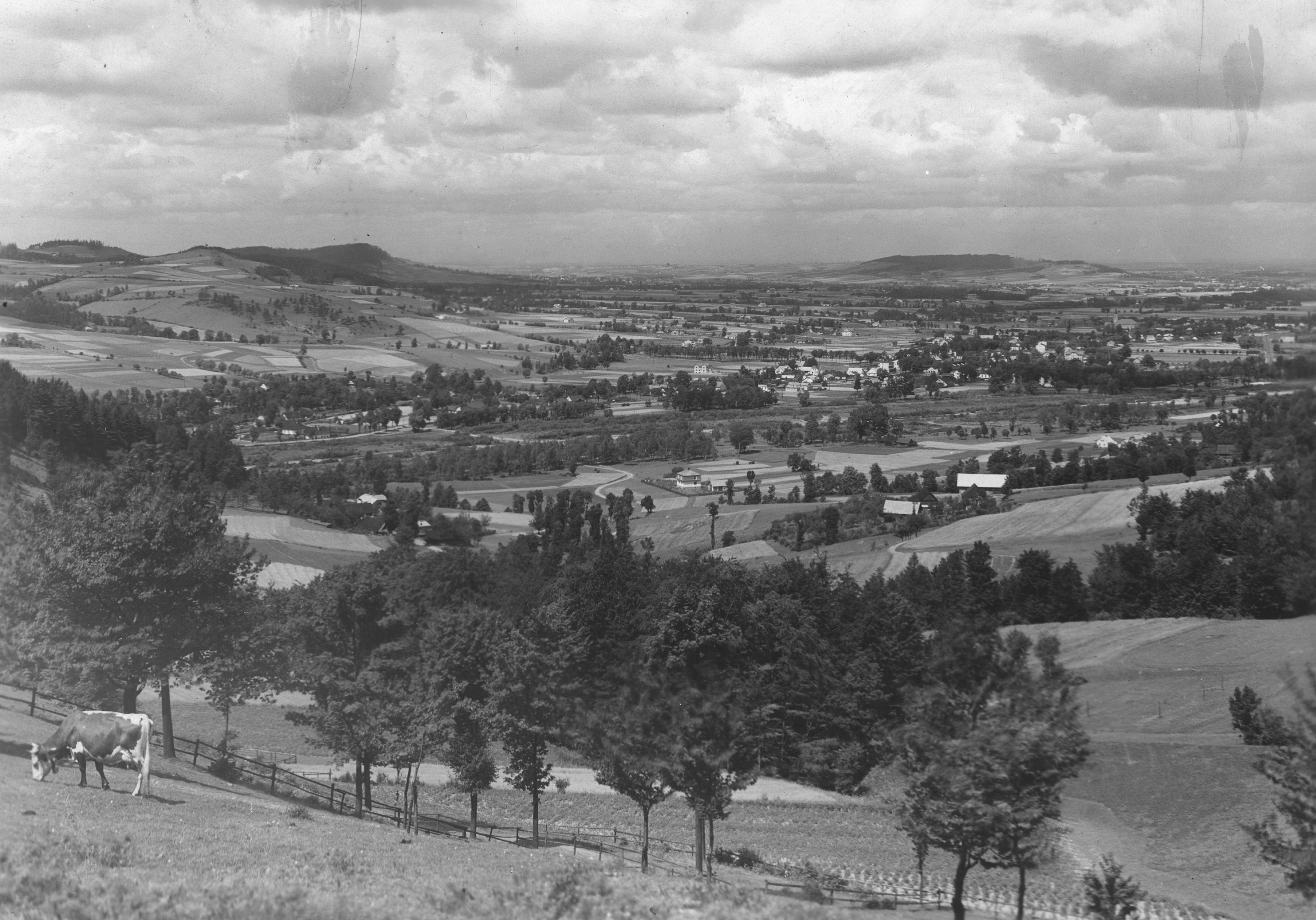
Panorama Ustronia ze zboczy Czantorii (lata 20.–30.)

Pierwotnym punktem początkowym głównego szlaku zachodniobeskidzkiego była stacja kolejowa Ustroń. Stamtąd wiódł on przez wieś w kierunku południowym aż do wylotu doliny Poniwca, gdzie odbijał na południowy zachód. Doliną tą prowadził za biało-niebiesko-białymi znakami BV na Czantorię. W 1930 roku, niedługo po uruchomieniu nowej stacji kolejowej Ustroń Polana, z jej okolic PTT wytyczyło nowy szlak na Czantorię prowadzący przez Kończyn. Wtedy też początek szlaku głównego przeniesiono do Ustronia-Polany. Trzy lata później raz jeszcze wyznakowano nowy szlak z Polany na Czantorię, biegnący południowymi zboczami doliny potoku Suchy, który wówczas otrzymał czerwone oznaczenie szlaku głównego.
W tym samym czasie istniały także szlaki prowadzące z centrum Ustronia na Równicę (zielony i czerwony), a z niej dalej na Polanę (czerwono-biały), jednak pętla ta – w odróżnieniu od współczesnego Głównego Szlaku Beskidzkiego – nie była zaliczana do szlaku głównego. Co więcej, zgodnie z praktykowanymi już wcześniej, a przyjętymi ostatecznie pod koniec 1930 roku wytycznymi odnośnie znakowania szlaków (w których kolor czerwony przewidziano niemal wyłącznie dla szlaku głównego i wykluczono znakowanie tą barwą szlaków mających z nim punkty wspólne), wobec poprowadzenia pierwszego odcinka szlaku głównego z Ustronia-Polany, znakowanie szlaku Polana – Równica zmieniono na niebieskie, zbieżne z istniejącym już szlakiem Równica – Salmopol.

#### Beskidy Huculskie

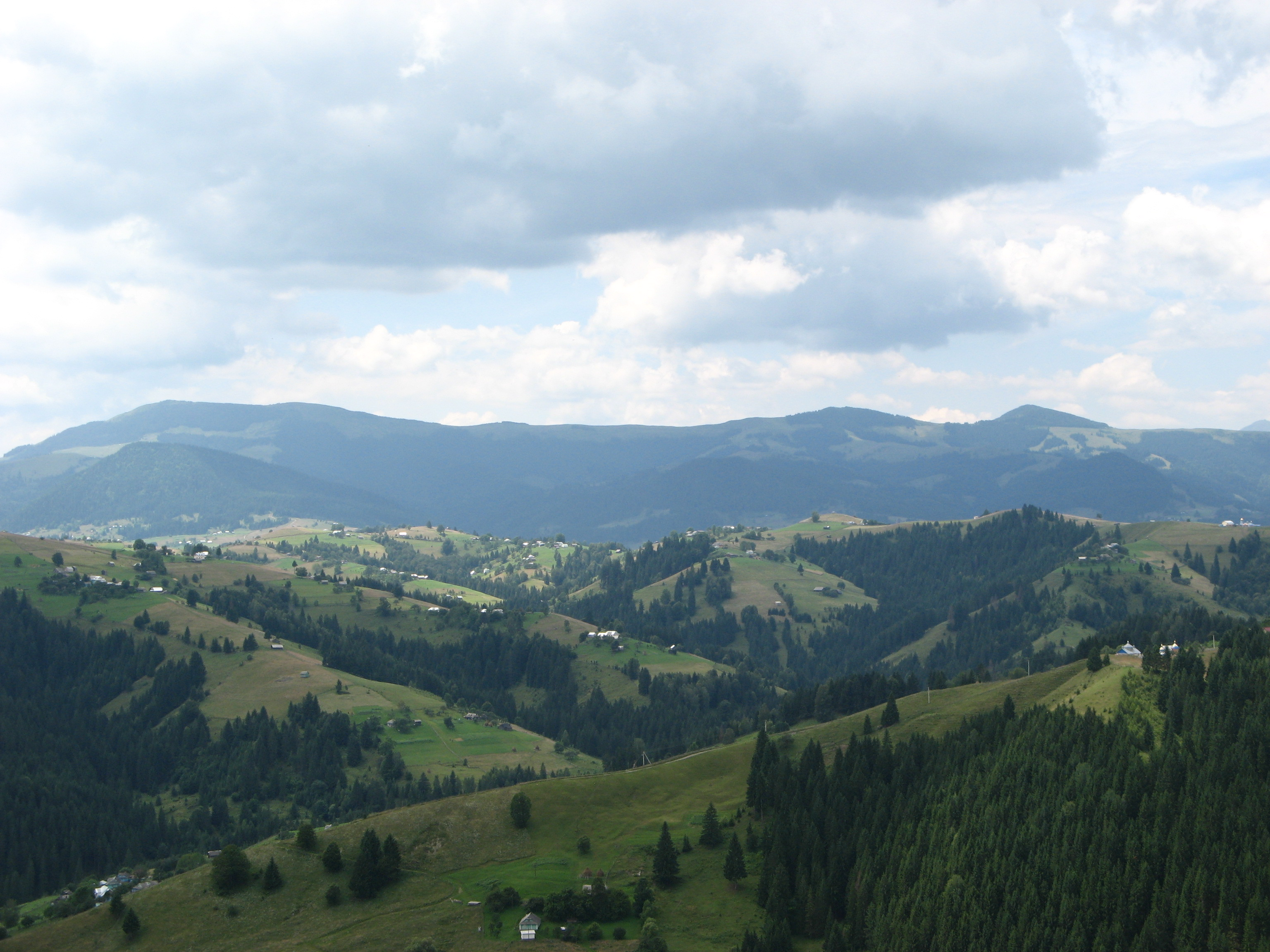
Skupowa

O ile umiejscowienie zachodniego krańca głównego szlaku zachodniobeskidzkiego w Ustroniu co do zasady nie budzi wątpliwości, o tyle jednoznaczne ustalenie punktu końcowego na południowym wschodzie nastręcza obecnie znacznych trudności. Według planu przyjętego w 1930 roku przez Komisję Wschodniobeskidzką PTT, szlak miał kończyć się na Stogu, dokąd zbiegać miał z Pop Iwana. Taki sam przebieg przytaczał we wspomnieniach opublikowanych w 1988 roku Władysław Midowicz, który w latach 1938–1939 zarządzał obserwatorium na Pop Iwanie. Niepewnym jest jednak, czy i ewentualnie kiedy Główny Szlak Karpacki doprowadzono do Stogu oraz to, czy rzeczywiście szczyt ten stanowił jego punkt końcowy.
W sprawozdaniu Komisji PTT do spraw Robót w Górach za rok 1933 wskazano, że wyznakowano kolorem czerwonym „przedłużenie ku wschodowi szlaku głównego” na odcinku „Turkuł—[…]—Pop Iwan—Szybene—Burkut” – a więc z pominięciem Stogu od północy. Także w wydanym w 1935 roku roczniku XIII „Wierchów” przytaczano, że szlak biegnie „od Cieszyna aż po okolice Burkutu”.
Jednocześnie, jak wynika z różnych źródeł, pierwotny plan PTT zakładał wydłużenie w przyszłości szlaku w Górach Czywczyńskich poza Stóg, aż po najdalej na południe wysunięty punkt Polski – tzw. Rozrogi położone za Hnitesą (Hnatasią). Stamtąd szlak miał jakoby schodzić do Hryniawy. Uzupełnieniem tych planów była budowa niewielkich schronisk pod Kopilaszem, w dolinie Popadyńca i na Bałtagule. Plan ten zarzucono najpóźniej w 1936 roku, kiedy decyzją Ministra Komunikacji w rejonie Hnitesy utworzono tzw. rezerwat turystyczny (obszar wolny od infrastruktury turystycznej).
Znowelizowany w następstwie tej decyzji projekt zakładał poprowadzenie szlaku głównego granicznym pasmem Gór Czywczyńskich od Stogu aż po Popadię Czywczyńską. Stamtąd planowano sprowadzić szlak na północ doliną Popadyńca (schronisko PTT) do ujścia tegoż potoku do Czarnego Czeremoszu. Po przekroczeniu rzeki chciano wyprowadzić szlak na Babę Ludową w paśmie Połonin Hryniawskich. Stamtąd mijając schronisko PTT na Masnym Prysłupie, Halę Michajłową (najwyższy szczyt pasma), Halę Łukawicę, Ludową oraz schronisko PTT na Skupowej, szlak, przez Żmijeński i Krętą, miał dotrzeć do swojego punktu docelowego w Żabiem-Słupejce.
W publikowanym w 1937 roku przewodniku Adama Lenkiewicza wspomina się, że do tamtej chwili szlak nie został wyznaczony „na południe od Popa Iwana, […] w Górach Czywczyńskich”. Niemniej załączona mapa zdaje się potwierdzać doprowadzenie szlaku do Stogu – naniesiono na nią szlak wiodący z Pop Iwana w kierunku Stogu, który opisano jako „znakowany w terenie / czerwono”. Jednocześnie w sprawozdaniu Zarządu PTT za okres do marca 1937 roku wskazuje się, że szlak główny kończy się właśnie w Żabiem. Także w Żabiem szlak znajduje swoje zakończenie według publikacji Władysława Krygowskiego z czerwca 1939 roku, choć załączona schematyczna mapa w skali 1:600 000 zdaje się sugerować, że prowadził on z Pop Iwana na Stóg, następnie prawdopodobnie przez kolejne szczyty Kopilasza i Kiernicznego, skąd schodził do Burkutu i dalej wzdłuż Czarnego Czeremoszu prowadził w kierunku Żabiego.
Pomimo wspomnianych okoliczności podczas zjazdu członków PTT w 1938 roku wciąż jeszcze debatowano nad miejscem zakończenia szlaku na wschodzie. W grudniu tegoż roku, na kilka miesięcy przed wybuchem II wojny światowej Komisja Górskiej Odznaki Turystycznej PTT na potrzeby tego wyróżnienia wydłużyła punktowany przebieg szlaku głównego w ten sposób, że odtąd miał on prowadzić „nie do Burkutu, ale aż do Hnitesy”.

#### Zaolzie

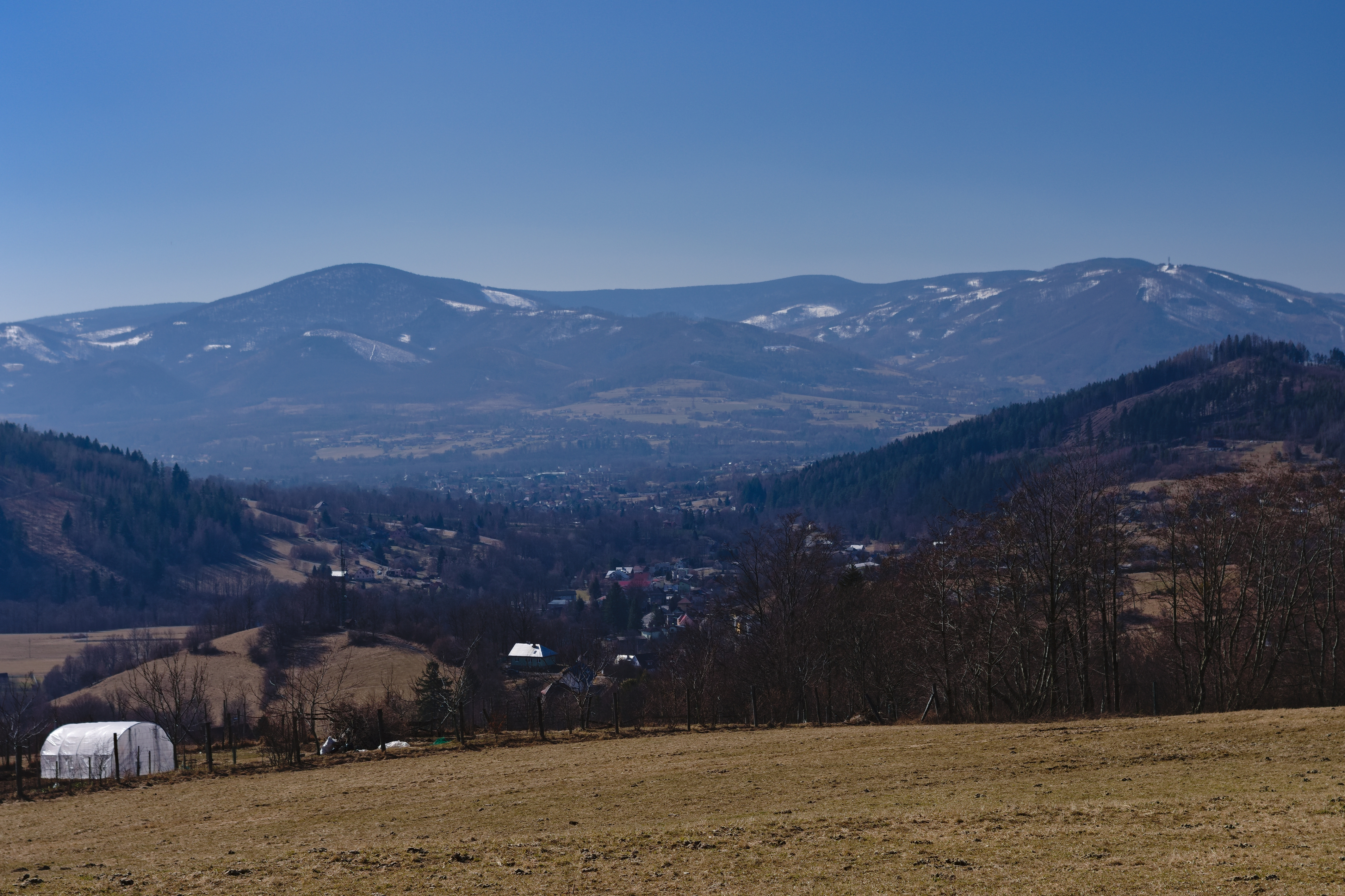
Ropica

Jednocześnie po zajęciu jesienią 1938 roku Zaolzia decyzją władz PTT z maja roku 1939 dokonano korekty przebiegu Głównego Szlaku Karpackiego w taki sposób, by obejmował on całość Karpat pozostających w nowych granicach Polski. Tym samym zamiast na Kiczorach w pobliżu Stożka odbijać na północ w stronę Czantorii i Ustronia, szlak biegnący od strony Baraniej Góry przeprojektowano trasą czerwonego szlaku czechosłowackiego (tzw. Bezručova stezka) – w kierunku południowo-zachodnim. Ścieżka najpierw opadała o 550 m do doliny Olzy na wysokości Piosku, po czym z powrotem wspinała się na Girową. Dalej w okolicy Mostów (Przełęcz Jabłonkowska) szlak wchodził w wyodrębniany obecnie Beskid Morawsko-Śląski. Po przekroczeniu potoku Osetnica, prowadził na Wielki i Mały Połom, gdzie odbijał na północ. Przebiegał przez najwyższą w grzbiecie Ropicę, skąd wiódł na Praszywą. Swój bieg kończył w okolicy wsi Ligotka Kameralna.
Nowo przyłączony odcinek szlaku przebiegał obok szeregu schronisk należących przed 1938 rokiem tak do Klubu Czechosłowackich Turystów, Beskidenverein, jak i do osób prywatnych (te pierwsze przekazano w zarząd organizacjom polskim, głównie PTT). Były to schroniska: na Girowej (PTT), na Skałce (BV), pod Wielkim Połomem wraz z Kamienną Chatą (PTT), na Sławiczu (dwa – prywatne i BV), na Ropiczce (PTT), pod Kotarzem (prywatne) i na Praszywej (PTT).

### Szlaki wariantowe

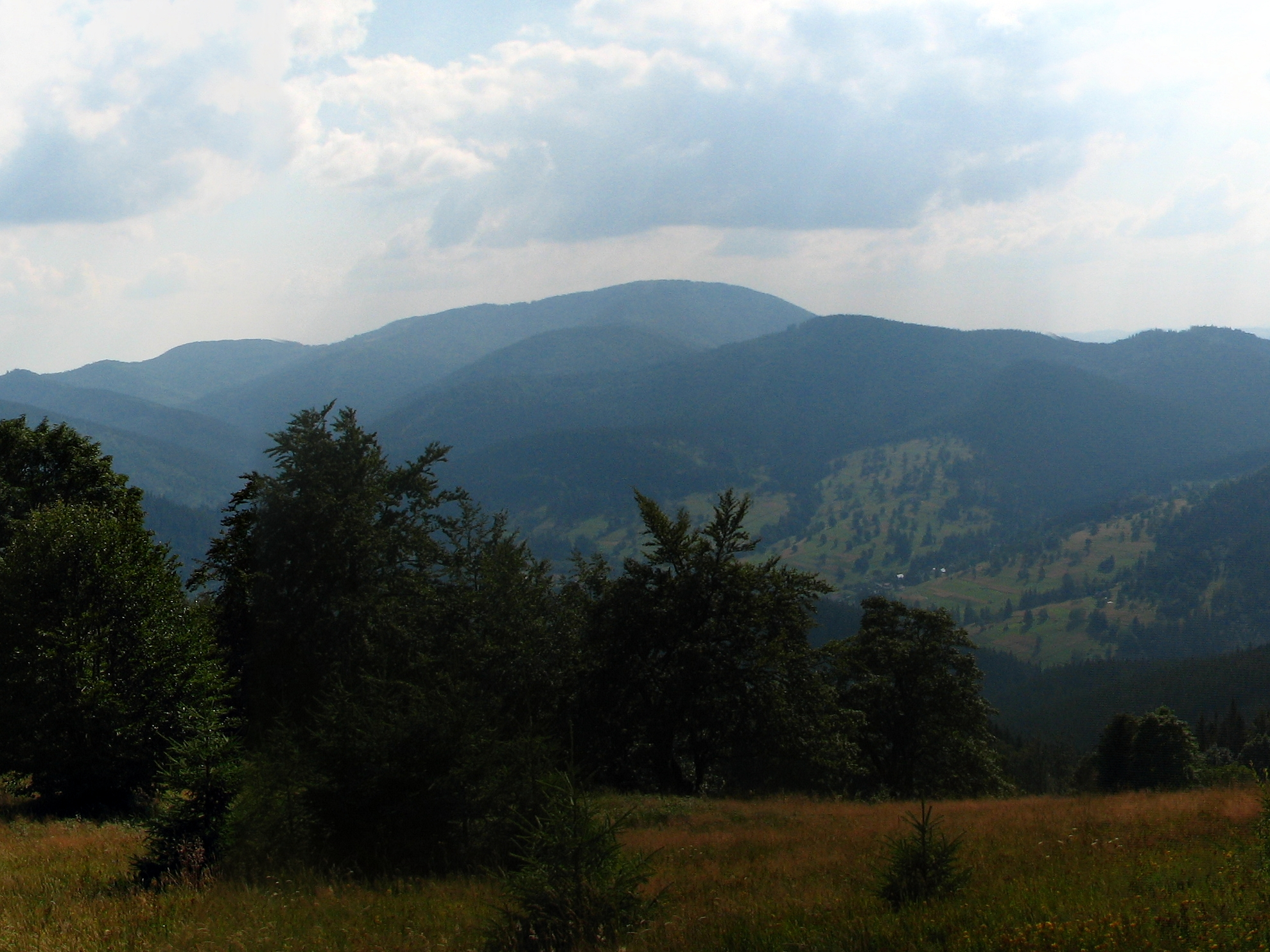
Wielka Racza

Choć zgodnie z założeniem Główny Szlak Karpacki (a wcześniej „zachodniobeskidzki”) miał wieść przez najważniejsze i najciekawsze miejsca w polskich górach, to jednak niekiedy niemożliwe było logiczne połączenie wszystkich odcinków w jeden szlak główny. Dość wcześnie pojawiła się zatem koncepcja uzupełnienia przebiegu szlaku o odcinki wariantowe znakowane biało-niebiesko-biało. Należy zaliczyć do nich okrężny szlak raczański w Beskidzie Żywieckim (z Baraniej Góry przez Zwardoń, Wielką Raczę, Przełęcz Ujsolską na Pilsko – omijający Węgierską Górkę; 1928–1929), szlak podhalański (z Policy przez Żeleźnicę na Stare Wierchy w Gorcach – omijający Jordanów i Rabkę; 1930–1932) oraz szlak pieniński (omijający Krościenko i Przehybę, 1926–1928). W 1938 roku ustanowiono szlak wariantowy w Beskidzie Niskim w okolicy Rymanowa i Iwonicza. Ponadto w Bieszczadach Wschodnich wyznakowano wariantowy szlak wiodący pasmem granicznym pomiędzy Jawornikiem Wielkim a Czarną Repą (omijający Sławsko). Podobne obejścia przewidziano w Gorganach w Paśmie Bratkowskiej czy w Beskidach Huculskich.